# Waterville, Washington
Waterville är administrativ huvudort i Douglas County i delstaten Washington i USA. Vid 2010 års folkräkning hade Waterville 1 138 invånare.